# Margaret Sanger
Margaret Higgins Sanger (ur. 14 września 1879 w Corning, stan Nowy Jork, zm. 6 września 1966 w Tucson, stan Arizona) – amerykańska feministka, aktywistka na rzecz świadomego macierzyństwa, założycielka American Birth Control League.

## Życiorys

### Dzieciństwo i młodość

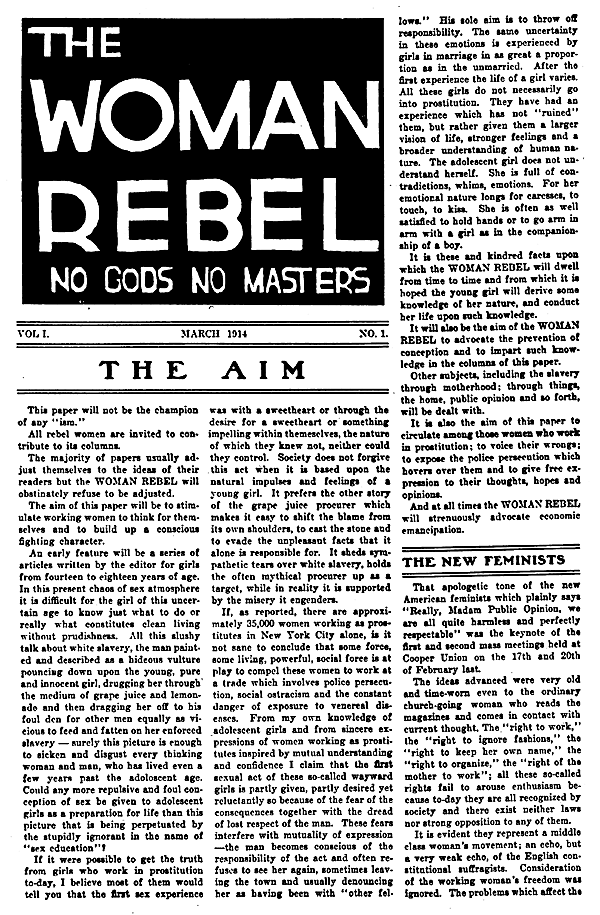
Pierwszy numer wydawanego przez Sanger czasopisma „The Woman Rebel” (marzec 1914)

Przyszła na świat w ubogiej katolickiej rodzinie jako siódme z jedenaściorga dzieci. Jej matka, katoliczka, była osiemnaście razy w ciąży, chorowała na gruźlicę i wczesne stadium raka macicy. Ojciec z kolei określał się mianem wolnomyśliciela, był bardzo krytycznie nastawiony do Kościoła katolickiego, organizował wykłady ateistów w swoim mieście i popierał postulaty ruchu robotniczego dotyczące wyższych zarobków dla robotników i ograniczenia czasu pracy. Margaret uczęszczała przez dwa lata do Claverack College w Hudson, z którego została usunięta za opuszczanie zajęć. Przez kolejny rok uczyła w szkole dla imigrantów. W 1900 roku zatrudniła się w szpitalu w White Plains na przedmieściach Nowego Jorku. Rozpoczęła kurs pielęgniarstwa, którego nie ukończyła, pracując jako salowa. W 1902 roku wyszła za mąż za młodego architekta Williama Sangera. Pomimo choroby (chorowała na gruźlicę) urodziła dwóch synów i córkę. Pod wpływem męża zaangażowała się w działalność polityczną i wstąpiła do partii socjalistycznej w Nowym Yorku.
W 1910 roku przeprowadziła się z rodziną do Nowego Jorku, gdzie rozpoczęła pracę jako pielęgniarka wśród ubogich kobiet w dzielnicy Lower East Side . Zetknęła się tam z kobietami, które cierpiały z powodu częstych porodów, poronień i aborcji . W 1912 roku zaczęła publikować artykułu na temat edukacji seksualnej w czasopiśmie „New York Call” pod tytułem „Co każda dziewczyna powinna wiedzieć” . Wywołało to jej pierwszy konflikt z prawem, cenzorzy zablokowali jej artykuł na temat chorób wenerycznych . Pod wpływem Emmy Goldman zaczęła propagować idee, że ubogie kobiety z klasy robotniczej mogą poprawić swoje położenie poprzez używanie środków antykoncepcyjnych . W 1914 roku rozstała się z mężem .
W 1914 roku zaczęła wydawać miesięcznik „The Woman Rebel”  (Zbuntowana kobieta) z mottem „Bez bogów, bez panów”. Było to pismo feministyczne, które broniło prawa kobiet do używania środków antykoncepcyjnych. Artykuły były adresowane do kobiet z klasy robotniczej, propagowały pogląd, że używanie środków kontroli urodzeń umożliwia poprawę położenia kobiet z niższych warstw społecznych . Czasopismo informowało również na temat praw pracowniczych i zawierało artykuły anarchistek takich jak Emma Goldman. W tym roku został wydany nakaz aresztowania Sanger za naruszenie ustawy zakazującej publikacji informacji na temat środków antykoncepcyjnych (tzw. Comstock Laws) . W tym czasie Sanger rozdystrybuowała ponad 100 tys. egzemplarzy ulotki pt. Family limitation (Ograniczenie rodziny), w której znajdowały się szczegółowe informacje dla kobiet na temat tego, jak używać środków antykoncepcyjnych . Wkrótce potem wyjechała do Anglii , gdzie spędziła rok, w tym okresie poznała prace Malthusa i zetknęła się z ideą eugeniki. Poznała także H.G. Wellsa, G.B. Shawa, Arnolda Bennetta, Arbuthnota Lane i Normana Haire. Związała się także z Havelockiem Ellisem, autorem książek poświęconych seksualności ludzkiej .

### Lata 1915–1921

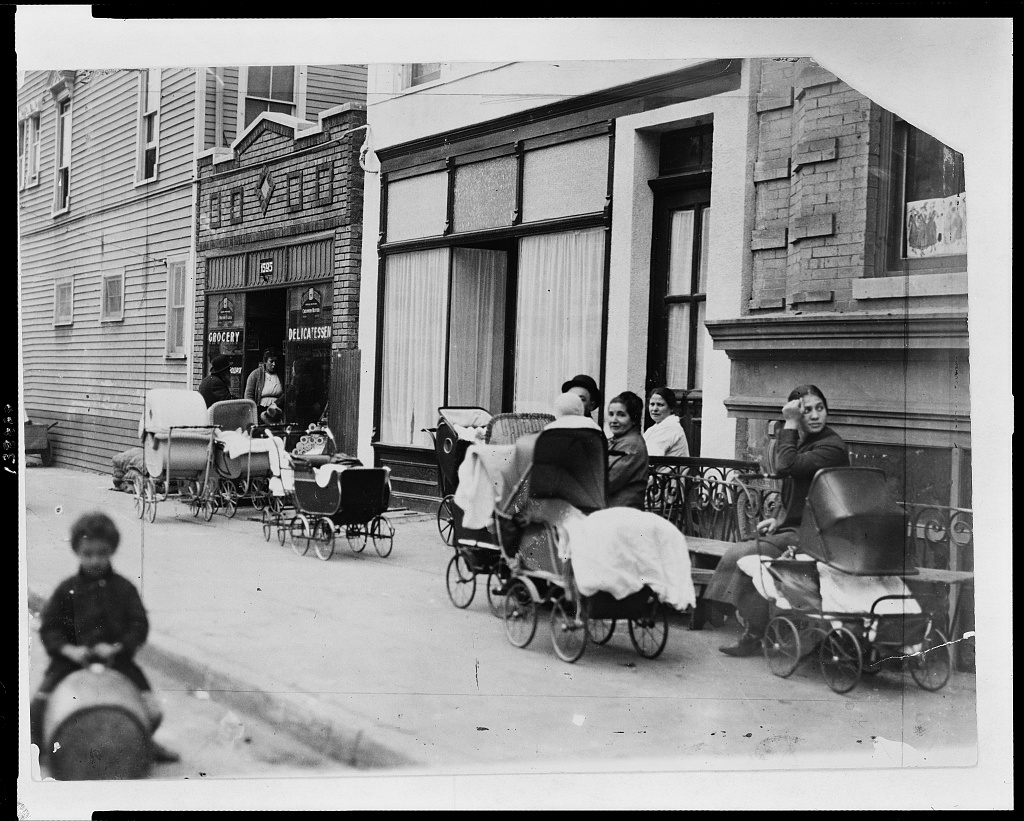
Klinika Margaret Sanger, 27 października 1916, 46 Amber Street, Brooklyn

Powróciła do Stanów Zjednoczonych w 1915 roku . Pod naciskiem opinii publicznej oskarżenie Margaret o nielegalny kolportaż zostało oddalone . W tym roku na zapalenie płuc zmarła jej pięcioletnia córka , zaś synowie byli wychowywani przez daleką rodzinę. W 1916 roku odbyła swoją pierwszą podróż po kraju z prelekcjami na temat kontroli urodzin, czym zyskała ogromną popularność . Wykłady te powtarzała również w następnych latach, wynikiem czego było do 1926 roku ponad milion listów z pytaniami od kobiet z całego kraju na temat antykoncepcji.
W 1916 roku otworzyła pierwszą w Stanach Zjednoczonych klinikę planowania rodziny, ulokowaną w nowojorskiej dzielnicy Brownsville na Brooklynie. „Klinika” była tak naprawdę punktem informacyjnym, w którym ubogie kobiety za 10 centów otrzymywały krótką książkę Sanger „Co każda dziewczyna powinna wiedzieć”, wysłuchiwały wykładu na temat układu rozrodczego kobiety i otrzymywały instrukcje na temat tego, jak używać różnych środków antykoncepcyjnych . Punkt informacyjny obsłużył około 500 kobiet, po czym został zamknięty przez policję po 10 dniach. Sanger wraz ze współpracowniczkami zostały aresztowane i oskarżone o łamanie Prawa Comstocka, zakazującego informowania o antykoncepcji.

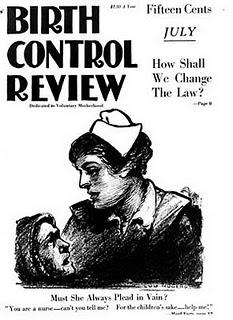
Pismo „Birth Control Review”, Sanger była redaktorką naczelną pisma w latach 1918–1928

Od 1917 roku rozpoczęła wydawanie pisma „The Birth Control Review”, pozostała jego redaktorką naczelną do 1928 roku. Czasopismo promowało eugenikę. Rozróżniano eugenikę negatywną, która postulowała sterylizację imigrantów, osób niepełnosprawnych, biednych, chorych psychicznie od eugeniki pozytywnej, która postulowała zachęcanie zdrowych i bogatych do posiadania wielu dzieci. Sanger popierała niektóre postulaty eugeniki negatywnej, istnieje jednak w literaturze dyskusja co do tego, na ile zgadzała się z wszystkimi założeniami ruchu eugenicznego. Na łamach „The Birth Control Review” broniła tezy, że decyzje co do posiadania potomstwa powinny być dobrowolne, to kobiety, a nie państwo powinny decydować o tym czy i kiedy rodzić dzieci. Sanger potępiała program eugeniki nazistowskiej, wspierała organizację, które zwalczały propagandę nazistowską w USA. Z drugiej strony książki Sanger były w III Rzeszy zakazane i palono je na stosach.

### Działalność w American Birth Control League
W 1921 roku Sanger założyła organizację American Birth Control League, której organem prasowym stał się „The Birth Control Review”.
W 1922 roku Sanger wydała książkę pt. Pivot of Civilisation. Dowodziła w niej, że problemy cywilizacji mogą zostać rozwiązane poprzez ograniczenie wielkości rodzin. Twierdziła, że wysoka rozrodczość osób ubogich generuje koszty dla państwa i dla instytucji charytatywnych. Dzieliła społeczeństwo na 3 warstwy – bogatych, którzy stosowali środki antykoncepcyjne, inteligentych i odpowiedzialnych, którzy również je stosowali i nieodpowiedzialnych, zwłaszcza biednych, którzy nie stosowali antykoncepcji, posiadali wiele dzieci i byli zmuszeni polegać na pomocy państwa i instytucji charytatywnych.
W 1922 roku wyszła za mąż za milionera J. Noaha Slee.
W 1923 przy American Birth Control League otworzyła pierwszą legalną klinikę regulacji urodzin pod nazwą Clinical Research Bureau (CRB) . Instytucja wydawała środki antykoncepcyjne, informowała kobiety, jak ich używać, prowadzono również badania nad różnymi metodami antykoncepcji . W 1928 instytucja zmieniła nazwę na The Birth Control Clinical Research Bureau (BCCRB) . W latach 30. BCCRB obsługiwało rocznie 10 000 pacjentów i pacjentek, prowadziło działalność edukacyjną i wykonywało zabiegi ginekologiczne .
Istotną przeszkoda dla całej działalności Sanger było tzw. Prawo Comstocka, które zabraniało rozpowszechniania broszur dotyczących kontroli urodzin . By zmienić to prawo w 1928 roku powołała do życia organizację National Committee on Federal Legislation for Birth Control . Działacze organizacji przekonali szereg kongresmenów do wniesienia projektu poprawiającego regulacje federalne tak, by informowanie o antykoncepcji było legalne . Regulacje nie zyskały jednak szerszego poparcia w Kongresie . Organizacji udało się jednak wygrać jeden ważny proces sądowy, w którym sąd zdecydował, że środki antykoncepcyjne przesłane do Sanger z Japonii nie powinny być konfiskowane przez celników w USA .
W 1939 roku Sanger zapoczątkowała projekt, którego celem było ograniczenie ubóstwa czarnych mieszkańców południa USA poprzez rozpowszechnienie wiedzy na temat środków antykoncepcyjnych (tzw. Negro Project). Uważała, że ubóstwo jest ściśle związane z posiadaniem dużej ilości dzieci i sądziła, że ograniczenie rozrodczości pomoże ograniczyć biedę. Projekt był atakowany przez oponentów Sanger i przedstawiany jako „plan eksterminacji” czarnych mieszkańców USA. Czarne kobiety w południowych stanach były zainteresowane informacjami na temat środków antykoncepcyjnych, większość z założonych w ramach projektu klinik istniało jednak bardzo krótko.
W latach 1939–1942 była honorową delegatką Birth Control Federation of America. W 1942 roku American Birth Control League zmieniła nazwę na International Planned Parenthood Federation. W latach 1952–1959 Sanger była przewodniczącą tej największej wówczas prywatnej organizacji zajmującej się problemami planowania rodziny. W tym czasie nawiązała kontakt z Gregorym Pinkusem, który prawdopodobnie za jej namową zajął się, skutecznie, stworzeniem doustnego środka antykoncepcyjnego.
Zmarła 6 września 1966 roku w wieku 87 lat.